# Sebechleby
Sebechleby este o comună din Slovacia aflatâ în districtul Krupina, regiunea Banská Bystrica. Localitatea se află la altitudinea de 231 m deasupra n.m., se întinde pe o suprafață de 30,42 km2 și în 2017 număra 1.217 locuitori.

## Istoric
Sebechleby este atestată documentar din 1135.

## Demografie
| An:                | 1994 | 2004   | 2014   | 2024   |
| ------------------ | ---- | ------ | ------ | ------ |
| Număr de persoane: | 1176 | 1222   | 1192   | 1173   |
| Diferență:         |      | +3,91% | −2,45% | −1,59% |

| An:                | 2023 | 2024   |
| ------------------ | ---- | ------ |
| Număr de persoane: | 1159 | 1173   |
| Diferență:         |      | +1,20% |